# Палмейраш ді Бейра
Палмейраш ді Бейра (порт. Palmeiras de Beira) — професіональний мозамбіцький футбольний клуб з міста Бейра, провінції Софала.

## Історія клубу
Єдиний значний трофей — Кубок Мозамбіку, клуб виграв в 1979 році після того, як у фіналі переміг Текстіл ді Пунгуе. Перемога в кубку дозволила «Палмейраш» претендувати на участь в 1980 році в Кубку володарів Кубків, де клуб програв за сумою двох матчів у першому ж раунді представнику Лесото ФК «Матлама» (3:4, 1:1).
У наступному сезоні, клуб знову досяг фіналу Кубку, але програв, цього разу переможцю чемпіонату Мозамбіка, клубу Кошта да Сул, але попри все ця поразка дозволяючи йому знову взяти участь в розіграші Кубку володарів Кубків. У наступному раунді, після того, як клуб зі Свазіленду Мбабане Гайлендерс відмовився від участі в першому раунді турніру, мозамбійці вийшли на гамбійський клуб Пауер Дайнамоз (1-1, 0-5). На сьогоднішній день це остання поява клубу в континентальних змаганнях.

## Досягнення
- Кубок Мозамбіку
  -  Володар (1): 1979
  -  Фіналіст (3): 1980, 1984, 1987